# Brigandyne
Ne doit pas être confondu avec Brigandine (homonymie).
Brigandyne est un jeu de rôle médiéval fantastique à l'univers sombre créé par James Tornade. Le jeu s'inspire du jeu de rôle Warhammer tout en minimisant le nombre de jets de dés, particulièrement pour les règles de combats.

## Historique
La première édition est publiée en décembre 2014.
La deuxième édition est publiée en décembre 2022 suite à un financement participatif.

## Système de jeu
Le système de jeu est basé sur l'utilisation de dés à cent faces (D100) lancés sur des scores de caractéristiques à l'instar du système générique Basic Role-playing.
La plupart des jets se font en comparant la caractéristiques du personnage-joueur contre celui de son opposant, en calculant le Modification d'Opposition (abrégé en MODO). Ainsi en combat, il n'y pas de notion d'esquive ou de parade, un seul jet suffit pour déterminer le vainqueur de la passe d'arme, et les dégâts occasionnés en se basant sur le résultat des unités.

### Personnages
Chaque personnage peut appartenir à une ethnie classique des univers fantastiques : elfe, halfelin, nain, ... mais l'univers est en majorité peuplé d'humains, qui sont généralement assez intolérants envers les autres peuples. 

#### Carrières
Chaque personnage est également défini par sa carrière, qui détermine aussi ses talents. Les carrières sont organisés en grande familles : aristocrates et nobles, bandits et brigands, parias et miséreux, artisans et commerçants... Il y a au total plus d'une centaine de carrières.

#### Archétypes animaux
En plus de sa profession, chaque personnage est défini par un archétype animal, qui permet de définir les qualités et les défauts du caractère du personnage : un personnage avec l'archétype « Porc » pourrait être glouton alors qu'un « Lion » pourrait être courageux.

### Différence entre la première et deuxième édition
La base du système reste la même avec l'utilisation de dés 100 et les deux éditions sont largement compatibles.
La deuxième édition supprime les points de fortune, qui peuvent être dépenser pour relancer les dés en certaines circonstances, et les remplace par une jauge de sang-froid. Le système de magie est aussi revu, équilibré et étendu.

## Univers
La première édition ne contient pas à proprement parler d'univers mais uniquement un ensemble de règles. La deuxième édition introduit la description du continent de Thalios, découpé en treize royaumes et un empire, qui s'inspire de l'Europe du XIVème et XVème siècle,.

## Ouvrages

### Deuxième édition
- James Tornade, BRIGANDYNE - LIVRE PREMIER, 277 p. : contient les règles, carrières des personnages[3],[6]
- Livre second : contient une présentation du continent de Thalios, ainsi que des suppléments de règle et trois aventures prêtes à jouer[6]

#### Campagnes
- Le Mal Ardent (2023)[7] : les protagonistes doivent lutter contre un mal mystérieux qui s'étend dans les Sarrances
- Rêve de Gloire (deuxième édition) (2023)[7] : une campagne urbaine où on suit l'ascension sociale de membres de la pègre à Askanov, la capitale de l'Empire Volgien
- Le Soupirant (2024)[8] : une campagne dans la marche de Valcourt, à la recherche d'un puissant remède
- Les Chemins de la Terreur (2024) : une campagne dans les vastes steppes qui mènent à l'Orientalie

#### Suppléments
- Éteindre le bûcher (2025)[9] : un supplément sur l'Inquisition contenant également deux scénarios pouvant faire suite à ceux du livre second.

## Réception
Le site web Sci-Fi Universe classe Brigandyne dans les 5 meilleurs jeu de rôle de 2015.
D'après Julien Dutel, le système de Brigandyne permet d'éviter les « tours nuls », où les personnages ou leur opposition ne touchent pas. Les combats sont ainsi plus rapides et fluides mais aussi plus mortels.

## Récompenses
La première édition reçoit le Grog d'or 2018 décerné par le guide du rôliste galactique.

## Liens Externes
- Site officiel
- Critique et gamme sur le guide du rôliste galactique